# Myles Weston
Myles Weston, né le 12 mars 1988 à Lewisham en Angleterre, est un footballeur international antiguais. Il évolue au poste d'attaquant à Dagenham & Redbridge.

## Palmarès
- Champion de League Two en 2013